# Томі Корреа
Томас (Томі) Естебан Корреа (ісп. Tomas Esteban Correa, нар. 5 грудня 1984, Санта-Крус-де-Тенерифе, Іспанія) — іспанський футболіст, що грав на позиції нападника.

## Ігрова кар'єра
У дорослому футболі дебютував 2005 року виступами за команду клубу «Тенерифе», в якій провів два сезони, взявши участь у 5 матчах чемпіонату.
Згодом з 2007 по 2009 рік грав у складі команд клубів «Бадалона», «Логроньєс» та «Тегесте».
Своєю грою за останню команду привернув увагу представників тренерського штабу клубу «Альтах», до складу якого приєднався 2009 року. Відіграв за команду з Альтаха наступні чотири сезони своєї ігрової кар'єри.
Протягом 2013–2015 років захищав кольори команди клубу «Гредіг».
2015 року приєднався до складу віденського «Рапіда», де, утім, не став основним гравцем.
2018 року пограв на батьківщині за нижчоліговий «Атлетіко Вікторія», після чого завершив ігрову кар'єру.